# Living Proof: The Farewell Tour
Living Proof: The Farewell Tour címen indította el Cher búcsúturnéját, melynek célja a Living Proof album reklámozása, illetve Cher ezzel a turnéval be akarta fejezni majd 40 éves karrierjét. Mivel a Living Proof ugyan nem fogyott rosszul (6,7 millió db világszerte), meg sem közelítette az előző, világsikerű albumát, a Believe-et (27,3 millió db világszerte). Ezért az első két szakaszban - kivétel azon a koncerten, ahol felvették a turnét - többségben a Living Proof-ról énekelt számokat, miután ez sem lendített az eladási listákon csak két szám maradt az említett albumról a koncerten. Ezek után Cher beépített még két szakaszt a show-ba, így a tervezett 2003 helyett 2005-ben ért véget a turné.
A bevétel csak Észak-Amerikában 320 millió dollár, összesen 450 millió dollár, ez az összeg pedig a mai napig világrekord.[forrás?]

## Előadott dalok
1. "Intro"
2. "I Still Haven't Found What I'm Looking For"
3. "Song for the Lonely"[1]
4. "A Different Kind of Love Song"[2]
5. "Love Medley"[3]
  - "One by One (Junior Vasquez Club Vocal Mix)"
  - "Taxi Taxi"
  - "Love Is the Groove"
  - "Love One Another"
6. "All or Nothing"
7. "We All Sleep Alone (Remix)"[2]
8. "I Found Someone"
9. "Bang Bang (My Baby Shot Me Down)"
10. "Sonny & Cher Medley"
  - "The Beat Goes On"
  - "Baby Don't Go"
  - "I Got You Babe"
11. "All I Really Want to Do" (a második refrénig)
12. "Medley"
  - "Half-Breed"
  - "Gypsies, Tramps & Thieves"
  - "Dark Lady"
13. "Take Me Home"
14. "The Way of Love"
15. "Love Hurts"[4]
16. "The Power"[5]
17. "After All" (duett Paul Mirkovich-csal)
18. "Walking in Memphis"[4]
19. "Just Like Jesse James"[6]
20. "Heart of Stone"[6]
21. "The Shoop Shoop Song (It's in His Kiss)"
22. "Strong Enough"
23. "Save Up All Your Tears"[7]
24. "If I Could Turn Back Time"
25. "Believe"

## Cher: The Farewell Tour Live in Miami
Cher Farewell Tour-ját 2002. november 7-én vették fel a miami American Airlanes Center-ben, több, mint 18500 néző előtt. Ezen a koncerten több bónusz dalt is felvettek.